# Robin Neil Reid
Pour les articles homonymes, voir Robin Reid (homonymie) et Reid.
Robin Neil Reid, né le 16 décembre 1975 à Invercargill, est un coureur cycliste néo-zélandais.

## Palmarès
- 1998
  - 3e du championnat de Nouvelle-Zélande du contre-la-montre
- 2000
  - 1re étape du Tour de Wellington
- 2001
  - 2e étape du Tour de Wellington
- 2002
  - Tour de Wellington :
    - Classement général
    - 1re et 4e étapes
- 2003
  - 9e étape du Tour de Southland
  - 3e du championnat de Nouvelle-Zélande sur route
- 2004
  - 1re étape du Tour de Vineyards
  - 3e et 5e étapes du Tour de Wellington
  - 7e étape du Tour de Southland
  - 2e du Tour de Vineyards
  - 2e du Tour de Wellington
  - 2e du championnat de Nouvelle-Zélande du contre-la-montre
- 2005
  -  Champion de Nouvelle-Zélande du contre-la-montre
  - GrapeRide
  -  Médaillé d'argent du contre-la-montre des Jeux océaniens
  - 3e du Lake Taupo Cycle Challenge
- 2006
  - 2e du championnat de Nouvelle-Zélande du contre-la-montre
  - 3e du championnat de Nouvelle-Zélande sur route
  - 3e du Tour de Vineyards
- 2007
  - Tour du Pakistan :
    - Classement général
    - 1re, 4e, 9e et 11e étapes

  - 2e étape du Tour d'Islamabad
  - 2e du Tour d'Islamabad
- 2008
  - Armstrong Festival of Cycling
  - 2e du Tour de Wellington
- 2009
  - 4e étape du Tour de Vineyards
  - 2e du championnat de Nouvelle-Zélande du contre-la-montre
- 2012
  - Benchmark Homes Series
- 2013
  - 2e et 3e étapes du Brian Hartford Mini-Tour
  - 3e du Brian Hartford Mini-Tour

## Classements mondiaux
| Année            | 2005 | 2006 | 2007 | 2008 | 2009 | 2010 | 2011 | 2012 | 2013 | 2014 | 2015 | 2016 |
| ---------------- | ---- | ---- | ---- | ---- | ---- | ---- | ---- | ---- | ---- | ---- | ---- | ---- |
| UCI Asia Tour    | 56e  | 134e | 157e |      |      |      |      |      |      |      |      |      |
| UCI Oceania Tour | 16e  | 12e  | 57e  | 15e  | 58e  |      | 27e  |      |      |      |      | 43e  |